# Sumner Strait
Sumner Strait is een zeestraat in de Alexanderarchipel in de Alaska Panhandle in het zuidoosten van Alaska in de Verenigde Staten. De zeestraat is onderdeel van de Inside Passage.

## Geografie
De zeestraat is ongeveer 130 kilometer lang en 16 kilometer breed en strekt zich uit van de monding van de Stikine in het oosten tot Iphigenia Bay in het zuidwesten. Ten noordwesten van de zeestraat ligt Kuiu Island en ten noorden Kupreanof Island, Woewodski Island en Mitkof Island. Ten zuiden liggen Kosciusko Island, Prins van Waleseiland, Zarembo Island, Woronkofski Island en Wrangell Island. Ter hoogte van de monding ligt ten westen van de zeestraat het Coronation Island en ten oosten Warren Island. Ten oosten van de zeestraat ligt het vasteland van Alaska. Vanuit het noorden komt het Duncan Canal en de Wrangell Narrows op de zeestraat uit. Nabij de monding van de Stikine komt ook de ondiepe Dry Strait op Sumner Strait uit. Vanuit het zuiden komen de wateren Warren Channel (tussen Warren Island en Kosciusko Island), Shakan Bay, (tussen Kosciusko Island en het Prins van Waleseiland), Clarence Strait (tussen Prins van Waleseiland en Zarembo Island), Stikine Strait (tussen Zarembo Island en Woronkofski Island), Zimovia Strait (tussen Woronkofski Island en Wrangell Island) en Eastern Passage (tussen Wrangell Island en het vasteland van Alaska) op de zeestraat uit.
Het Cape Decision Light is een opmerkelijk hulpmiddel bij de navigatie op de Sumner Strait.
Het waterlichaam ligt in de mariene ecoregio Noord-Amerikaans Pacifisch Fjordland.

## Geschiedenis
De pelsjager William Brown was de eerste Europeaan die de zeestraat bezocht rond 1793. Later in datzelfde jaar bracht de officier James Johnstone van George Vancouver tijdens zijn expeditie van 1791-1795 de zeestraat in kaart. Het werd in 1875 vernoemd door William Healey Dall ter ere van Charles Sumner.